# 𝼊
Cette page contient des caractères spéciaux ou non latins. S’ils s’affichent mal (▯, ?, etc.), consultez la page d’aide Unicode.
La lettre point d’exclamation crochet rétroflexe (sans majuscule) aussi appelé clic rétroflexe, ou dans Unicode clic rétroflexe crochet rétroflexe, est une lettre additionnelle de l’alphabet latin utilisée par certains auteurs comme symbole non standard de l’alphabet phonétique international. Elle est composée de la lettre point d’exclamation ‹ ǃ ›, utilisée pour représenter le clic post-alvéolaire ou alvéolaire, et anciennement aussi le clic rétroflexe, avec un crochet rétroflexe.

## Utilisation
La lettre point d’exclamation crochet rétroflexe ‹ 𝼊 › est utilisé par certains auteurs pour représenter le clic rétroflexe. Certains auteurs utilisent plutôt le double point d’exclamation ‹ ‼︎ ›.

## Représentation informatique
Le lettre point d’exclamation crochet rétroflexe possède la représentation Unicode suivante (Latin étendu G) :
| formes     | représentations | chaînes de caractères | points de code | descriptions                                     |
| ---------- | --------------- | --------------------- | -------------- | ------------------------------------------------ |
| unicaméral | 𝼊               | 𝼊                     | U+1DF0A        | lettre latine clic rétroflexe crochet rétroflexe |